# Conselho Militar de Transição (2019)
Conselho Militar de Transição foi uma junta militar que governou a República do Sudão estabelecida em 11 de abril de 2019 após o golpe de Estado ocorrido no país, que depôs Omar al-Bashir. Foi chefiado pelo tenente coronel Abdel Fattah Abdelrahman Burhan, inspetor das Forças Armadas do Sudão, depois que Ahmed Awad Ibn Auf renunciou ao cargo de líder um dia após o golpe.
O vice-líder foi formalmente o comandante das Forças de Apoio Rápido (uma organização sucessora da milícia Janjaweed), o tenente-general Mohamed Hamdan Dagalo ("Hemetti"), porém este era visto como o líder de facto.
O porta-voz da mídia do Conselho foi o major-general Shams Ad-din Shanto. Um dos outros membros conhecidos do Conselho é o tenente-general Omar Zain al-Abidin, líder do "comitê político" da junta.
O Major-General Shanto, em uma conferência de imprensa em 14 de abril, declarou que o Conselho estava convidando a oposição e os manifestantes a nomear um governo civil (exceto os Ministérios da Defesa e do Interior) e um primeiro ministro para liderá-lo, que a junta então "implementaria".
O Conselho Militar de Transição e a aliança Forças de Liberdade e Mudança assinaram um acordo político em 17 de julho. Em 4 de agosto, foi concluída uma Declaração Constitucional, que seguiu o acordo de 17 de julho. Os acordos previam a transferência de poder para um novo órgão conhecido como Conselho Soberano e para outros órgãos estatais de transição.
Em 20 de agosto, o Conselho Soberano foi estabelecido, dissolvendo oficialmente o Conselho Militar de Transição e transferindo o poder para o novo órgão.